# Richard Hanson (1805-1876)
Pour les articles homonymes, voir Richard Hanson et Hanson.
Richard Hanson, né le 6 décembre 1805 à Londres et mort le 4 mars 1876 en Australie, est une personnalité politique.

## Biographie
Il naît le 6 décembre 1805 à Londres.
Admis comme avocat en 1828, il exerce pendant quelque temps à Londres. En 1838, il se rend au Canada avec lord Durham comme commissaire adjoint chargé de l'enquête sur les terres de la Couronne et l'immigration. En 1840, à la mort de Lord Durham, dont il avait été le secrétaire particulier, il s'établit à Wellington, en Nouvelle-Zélande. Il y agi à titre de procureur de la Couronne, mais en 1846, il est transféré en Australie-Méridionale. En 1851, il est nommé avocat général de cette colonie et participe activement à l'adoption de nombreuses mesures importantes, telles que la première loi sur l'éducation, la loi de 1852 sur les conseils de district et la loi de 1856 qui accorde le gouvernement constitutionnel à la colonie. En 1856 et de nouveau de 1857 à 1860, il est procureur général et chef du gouvernement. En 1861, il est nommé juge en chef de la Cour suprême d'Australie-Méridionale et est fait chevalier en 1869.
Il meurt le 4 mars 1876 en Australie. 